# Уотчем-Рой, Наташа
Наташа Уотчем-Рой (англ. Natasha Watcham-Roy, родилась 28 апреля 1992 года в Оттаве) — канадская регбистка,бронзовый призёр летних Олимпийских игр 2016 года в составе сборной Канады по регби-7. Чемпионка Панамериканских игр 2015 года

## Биография

### Семья и личная жизнь
Родители: Кэтрин Уотчем и Айвэн Рой. Братья: Крис, Киган и Закари. Выросла в квебекском Гатино. В свободное время увлекается рыбалкой.

### Игровая карьера
В регби её привели старшие братья. Училась в Оттавском университете, играла за регбийную сборную университета, клуб «Халл Волант» и команду Квебека. Трижды участвовала в студенческих чемпионатах мира, в 2014 году выиграла в Бразилии золотую медаль. Дебютировала за сборную по регби-7 в сезоне 2014/2015 Мировой серии, на Панамериканских играх 2015 года занесла три попытки и стала чемпионкой. В сезоне 2015/2016 не играла из-за травмы до этапа во Франции. В 2016 году стала бронзовым призёром Олимпиады в Рио-де-Жанейро: в четырёх играх отметилась попыткой в матче против сборной Японии (победа 45:0). 
В августе 2018 года Уотчем-Рой завершила карьеру в сборной, объявив окончательно об уходе 22 ноября 2018 года в связи с серьёзной усталостью и депрессией